# Akcelerator kołowy

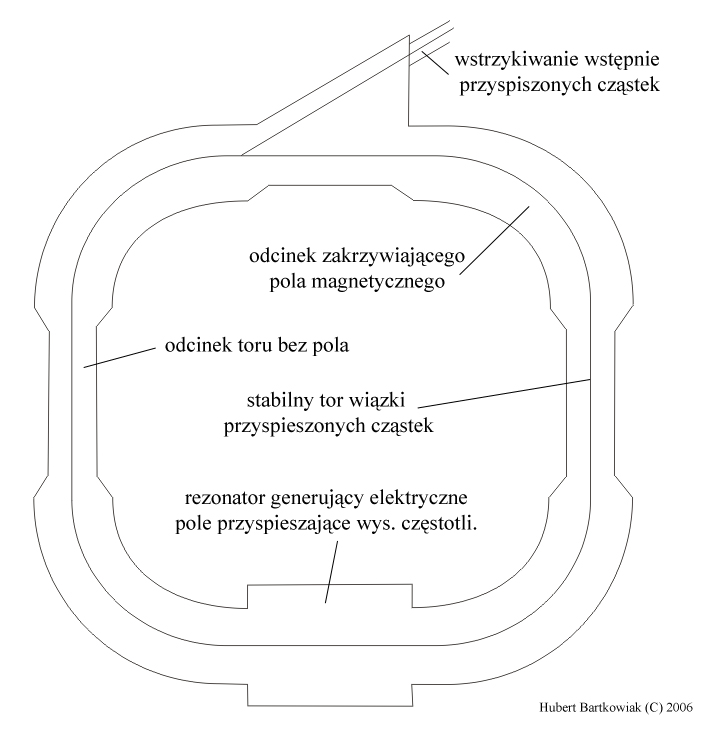
Schematyczny rysunek akceleratora kołowego (synchrotronu)

Akcelerator kołowy (cykliczny) –- akcelerator, w którym przyspieszane cząstki poruszają się po torach zbliżonych do kołowych i spiralnych. Zakrzywienie toru wywołuje się za pomocą elektromagnesów rozmieszczonych na planie zbliżonym do okręgu. Elektromagnesy wytwarzają, synchronicznie z przebiegiem cząstek, pole elektryczne o dużej częstotliwości, albo wirowe pole elektryczne wytwarzane przez zmienny strumień magnetyczny. Podczas jednego cyklu cząstki doznają niewielkiego wzrostu energii, dlatego cykl przyspieszania jest powtarzany wielokrotnie.
Akceleratorami kołowymi są betatron, cyklotron, mikrotron, synchrotron, akcelerator wiązek przeciwbieżnych.
Największym akceleratorem kołowym jest Wielki Zderzacz Hadronów, o energii maksymalnej 6,5 TeV na wiązkę.